# خانه جری پولاک
خانه جری پولاک یکی از آثار تاریخی جزیره هرمز از توابع شهرستان بندرعباس  در جنوب ایران است.
این بنا که متعلق به دورهٔ پهلوی است که توسط جری پولاک هنرمند چک‌تبار که در هرمز زندگی می‌کرد، ساخته شده‌است.
این بنای تاریخی که چندین بار تاکنون مرمت شده، هم‌اکنون به عنوان یادمان شهدای گمنام جزیره هرمز در اختیار مردم  قرار دارد که ۱۰۰دستگاه دوچرخه برای استفاده گردشگران در آن نگهداری می‌شود.
این بنا که در دوره ای به عنوان محل اعزام رزمندگان به جبهه مورد استفاده قرار می‌گرفته،از قداست خاصی بین مردم جزیره برخوردار است.
مرمت بنا آخرین بار با بودجه بنیاد حفظ آثار و نشر ارزش‌های دفاع مقدس توسط مهندس عقیل صفاپذیر طی دو سال(1388الی 1390) به انجام رسید.
سایر همکاران مرمت :
معمار طرح مرمت آقای دکتر محسن عباسی هرفته است
همکار اجرا بهنام زمانی

خانه جری پولاک با شماره۴۵۹۸ در فهرست آثار ملی کشور به ثبت رسیده‌است.